# Guerin de Montacute
Guerin de Montacute lub Guerin Lebrun (zm. 1236) – 16 wielki mistrz zakonu joannitów w latach 1231–1236.